# 亚历山德罗·卡尔维
亚历山德罗·卡尔维（義大利語：Alessandro Calvi，1983年2月1日—），意大利男子游泳运动员。他曾代表意大利参加世界游泳锦标赛，获得一枚银牌。他也曾参加2004年和2008年夏季奥运会。